# Gabriel Miranda (lutador)
Gabriel Miranda  também conhecido como Gabriel "Fly" Miranda  (Telêmaco Borba, 25 de março de 1990) é um lutador brasileiro de MMA. Atualmente treina na academia curitibana CM System. Estreou no MMA em 2011 e disputa na categoria até 70kg. É Campeão Paranaense de Jiu-Jitsu.
É faixa preta no Jiu-Jitsu. No Jiu-Jitsu estão alguns títulos, o de campeão Paranaense pela Liga Paranaense de Jiu-Jitsu em 2007; campeão da Copa Paraná pela Federação Paranaense de Jiu-Jitsu (FPJJ) em 2007; campeão da I, II e III Etapa do Circuito Paranaense de 2009 (FPJJ), sagrando-se campeão invicto da competição; 3° colocado no campeonato Sul-Brasileiro 2009 (CBJJE), 3º colocado no Rio International Open Championship em 2009 pela International Brazilian Jiu-Jitsu Federation (IBJJF); 4º colocado no Sulamericano de 2009 pela IBJJF e finalmente vice-campeão da I Etapa do Circuito Paranaense 2010. Em 19 de agosto de 2010 recebeu da Assembleia Legislativa do Paraná o Voto de Congratulações como reconhecimento.